# Dirce
Dirce is een geslacht van vlinders van de familie spanners (Geometridae), uit de onderfamilie Archiearinae.

## Soorten
- D. aesiodora Turner, 1922
- D. lunaris Meyrick, 1890
- D. oriplancta Turner, 1925
- D. solaris Meyrick, 1890